# 日本の農業協同組合一覧
日本の農業協同組合一覧（にっぽんののうぎょうきょうどうくみあいいちらん）は、日本の農業協同組合を一覧にしたものである。
- 無印：総合農協
- ※印：専門農協等

## 北海道

### 石狩振興局管内
- 札幌市農業協同組合（札幌市・石狩市旧石狩市のみ）
- 道央農業協同組合（恵庭市・千歳市・北広島市・江別市）
- 北石狩農業協同組合（当別町・石狩市旧厚田村・旧浜益村のみ）
- 新篠津村農業協同組合（新篠津村）
- サツラク農業協同組合（北海道全域、酪農専門であるが信用事業も実施している） ※
- 北海道ホルスタイン農業協同組合（札幌市） ※
- 北海畜産農業協同組合（札幌市） ※
- 北海道有機農業協同組合（札幌市） ※
- 道央養鶏農業協同組合（千歳市） ※
- 千歳市駒里農業協同組合（千歳市） ※
- 北海道養蜂農業協同組合　※

### 渡島総合振興局・檜山振興局管内
- 新函館農業協同組合（北斗市・函館市・七飯町・森町・八雲町・長万部町・木古内町・知内町・江差町・上ノ国町・乙部町・厚沢部町・奥尻町・せたな町）
- 函館市亀田農業協同組合（函館市旧亀田市地域）
- 今金町農業協同組合（今金町）
- 松前農業協同組合（松前町） ※中央会(JAグループ)に所属していないので総合農協の扱いに入らない。
- 福島町農業協同組合（福島町） ※中央会(JAグループ)に所属していないので総合農協の扱いに入らない。
- 渡島蔬菜農業協同組合（函館市） ※
- 鷲の巣愛林農業協同組合（八雲町） ※
- 峠下牧野畜産農業協同組合（七飯町） ※

※注・現在、松前町、福島町、鹿部町を営業区域とする総合農協は存在せず(松前町、福島町は信用事業を行わない農業協同組合が存在する)、特に鹿部町は空白地域である。

### 後志総合振興局管内
- ようてい農業協同組合（倶知安町・ニセコ町・蘭越町・黒松内町・京極町・喜茂別町・真狩村・留寿都村・寿都町）
- きょうわ農業協同組合（共和町・岩内町）
- 新おたる農業協同組合（仁木町・小樽市・赤井川村・積丹町・古平町）
- 余市町農業協同組合（余市町）

※注・現在、島牧村には営業区域とする農業協同組合が存在しない。(過去に島牧村農業協同組合が存在したが、2008年5月30日をもって解散)

### 空知総合振興局管内
- いわみざわ農業協同組合（岩見沢市・三笠市）
- 南幌町農業協同組合（南幌町）
- 美唄市農業協同組合（美唄市北部）
- 峰延農業協同組合（美唄市南部）
- 月形町農業協同組合（月形町）
- そらち南農業協同組合（栗山町・由仁町）
- ながぬま農業協同組合（長沼町）
- 夕張市農業協同組合（夕張市）
- 新砂川農業協同組合（砂川市・奈井江町）
- たきかわ農業協同組合（滝川市・赤平市・芦別市）
- ピンネ農業協同組合（新十津川町・浦臼町）
- 北いぶき農業協同組合（秩父別町・妹背牛町・沼田町）
- きたそらち農業協同組合（深川市・雨竜町・北竜町・幌加内町）
- 北海道きのこ農業協同組合（三笠市） ※
- 三川アスパラガス耕作農業協同組合（由仁町）　※
- 空知地区酪農業協同組合 ※

### 上川総合振興局管内
- あさひかわ農業協同組合（旭川市・鷹栖町北野地区）
- 東旭川農業協同組合（旭川市東旭川地区）
- たいせつ農業協同組合（旭川市東鷹栖地区・鷹栖町鷹栖地区）
- 東神楽農業協同組合（東神楽町）
- 東川町農業協同組合（東川町）
- 当麻農業協同組合（当麻町）
- 比布町農業協同組合（比布町）
- 上川中央農業協同組合（愛別町・上川町）
- 美瑛町農業協同組合（美瑛町）
- ふらの農業協同組合（富良野市・上富良野町・南富良野町・中富良野町・占冠村）
- 北ひびき農業協同組合（士別市・和寒町・剣淵町）
- 道北なよろ農業協同組合（名寄市）
- 北はるか農業協同組合（美深町・下川町・中川町・音威子府村）
- 北海道花卉球根農業協同組合 ※

### 留萌振興局管内
- るもい農業協同組合（留萌市・増毛町・小平町・苫前町・羽幌町・遠別町・初山別村・天塩町）

### 宗谷総合振興局管内
- 北宗谷農業協同組合（豊富町・稚内市・礼文町・利尻町・利尻富士町）
- 東宗谷農業協同組合（浜頓別町・中頓別町・猿払村）
- 宗谷南農業協同組合（枝幸町）
- 幌延町農業協同組合（幌延町）

### オホーツク総合振興局管内
- 北オホーツク農業協同組合（興部町・雄武町）
- オホーツクはまなす農業協同組合（紋別市・滝上町・西興部村）
- 佐呂間町農業協同組合（佐呂間町）
- 湧別町農業協同組合（湧別町の内、旧湧別町の範囲）
- えんゆう農業協同組合（遠軽町・湧別町の内、旧上湧別町の範囲）
- きたみらい農業協同組合（北見市・置戸町・訓子府町）
- 常呂町農業協同組合（北見市の内、旧常呂町の範囲）
- 津別町農業協同組合（津別町）
- 美幌町農業協同組合（美幌町）
- 女満別町農業協同組合（大空町の内、旧女満別町の範囲）
- オホーツク網走農業協同組合（網走市・大空町の内、旧東藻琴村の範囲）
- 小清水町農業協同組合（小清水町）
- しれとこ斜里農業協同組合（斜里町）
- 清里町農業協同組合（清里町）

### 胆振総合振興局・日高振興局管内
- とうや湖農業協同組合（洞爺湖町・壮瞥町・豊浦町・伊達市の内、旧大滝村）
- 伊達市農業協同組合（室蘭市・登別市・伊達市の内、旧伊達市）
- とまこまい広域農業協同組合（厚真町・苫小牧市・白老町・安平町・むかわ町の内、旧穂別町の範囲）
- 鵡川農業協同組合（むかわ町の内、旧鵡川町の範囲）
- びらとり農業協同組合（平取町・日高町日高と富川地区）
- 門別農業協同組合（日高町門別と厚賀地区）
- 新冠町農業協同組合（新冠町） ※2020年1月をもって信用事業を北海道信用農業協同組合連合会に譲渡
- しずない農業協同組合（新ひだか町の内、旧静内町の範囲） ※2020年1月をもって信用事業を北海道信用農業協同組合連合会に譲渡
- みついし農業協同組合（新ひだか町の内、旧三石町の範囲）
- ひだか東農業協同組合（浦河町・様似町・えりも町） ※2020年1月をもって信用事業を北海道信用農業協同組合連合会に譲渡
- 胆振軽種馬農業協同組合（白老町） ※
- 日高軽種馬農業協同組合（浦河町） ※
- 静内豊畑牧野農業協同組合（新ひだか町） ※

### 十勝総合振興局管内
- 帯広市川西農業協同組合（帯広市西部）
- 帯広大正農業協同組合（帯広市東部）
- 中札内村農業協同組合（中札内村）
- 更別村農業協同組合（更別村）
- 大樹町農業協同組合（大樹町）
- 広尾町農業協同組合（広尾町）
- 芽室町農業協同組合（芽室町）
- 十勝清水町農業協同組合（清水町）
- 新得町農業協同組合（新得町）
- 鹿追町農業協同組合（鹿追町）
- 木野農業協同組合（音更町南部）
- 音更町農業協同組合（音更町北部）
- 士幌町農業協同組合（士幌町）
- 上士幌町農業協同組合（上士幌町）
- 札内農業協同組合（幕別町西部）
- 幕別町農業協同組合（幕別町東部）
- 忠類農業協同組合（幕別町の内、旧忠類村の範囲）
- 豊頃町農業協同組合（豊頃町）
- 浦幌町農業協同組合（浦幌町）
- 十勝池田町農業協同組合（池田町）
- 本別町農業協同組合（本別町）
- 足寄町農業協同組合（足寄町）
- 陸別町農業協同組合（陸別町）
- 十勝軽種馬農業協同組合（幕別町） ※
- 十勝畜産農業協同組合（幕別町） ※
- 足寄稲牛牧野農業協同組合（足寄町） ※
- 西一線牧野農業協同組合（足寄町） ※

### 釧路総合振興局管内
- 釧路太田農業協同組合（厚岸町）
- 浜中町農業協同組合（浜中町）
- 標茶町農業協同組合（標茶町、釧路町）
- 摩周湖農業協同組合（弟子屈町）
- 阿寒農業協同組合（釧路市の内、旧阿寒町・旧釧路市）
- 釧路丹頂農業協同組合（鶴居村、白糠町、釧路市の内、旧音別町）
- 釧路畜産農業協同組合 ※
- 中茶路牧野生産（白糠町） ※
- 茶路牧野生産（白糠町） ※
- 庶路牧野生産（白糠町） ※
- 浜中酪農業協同組合（浜中町） ※
- 磯分内牧野農業協同組合（標茶町） ※
- オソツベツ牧野農業協同組合（標茶町） ※

### 根室振興局管内
- 道東あさひ農業協同組合（別海町、根室市）
- 中春別農業協同組合（別海町北部）
- 標津町農業協同組合（標津町、羅臼町）
- 中標津町農業協同組合（中標津町）
- 計根別農業協同組合（中標津町西部）

## 東北地方

### 青森県
- 青森農業協同組合
- おいらせ農業協同組合
- ごしょつがる農業協同組合
- 相馬村農業協同組合
- つがるにしきた農業協同組合
- つがる弘前農業協同組合
- 津軽みらい農業協同組合
- 十和田おいらせ農業協同組合
- 八戸農業協同組合
- ゆうき青森農業協同組合
- 常盤村養鶏農業協同組合　※
- 青森県軽種馬生産農業協同組合　※

### 岩手県
- 新岩手農業協同組合
- 岩手中央農業協同組合
- 花巻農業協同組合
- 岩手ふるさと農業協同組合
- 岩手江刺農業協同組合
- いわて平泉農業協同組合
- 大船渡市農業協同組合
- 岩手中央酪農業協同組合 ※ 2017年1月22日をもって信用事業をJA岩手県信連に譲渡

### 宮城県
- 仙台農業協同組合
- みやぎ登米農業協同組合
- 新みやぎ農業協同組合
- 古川農業協同組合
- 加美よつば農業協同組合
- いしのまき農業協同組合
- みやぎ仙南農業協同組合
- 宮城県酪農農業協同組合 ※
- みやぎの酪農農業協同組合 ※

### 秋田県
- かづの農業協同組合
- あきた北農業協同組合
- 秋田たかのす農業協同組合
- あきた白神農業協同組合
- 秋田やまもと農業協同組合
- あきた湖東農業協同組合
- 秋田なまはげ農業協同組合
- 秋田しんせい農業協同組合
- 秋田おばこ農業協同組合
- 秋田ふるさと農業協同組合
- こまち農業協同組合
- うご農業協同組合
- 大潟村農業協同組合
- 秋田県畜産農業協同組合 ※
- 北秋田畜産農業協同組合 ※
- 山本畜産農業協同組合 ※
- 秋田県鶏卵販売農業協同組合 ※
- あきた北部酪農農業協同組合 ※
- 雄勝酪農農業協同組合 ※
- 羽後町酪農農業協同組合 ※

### 山形県
- 山形市農業協同組合
- 山形農業協同組合
- 天童市農業協同組合
- さがえ西村山農業協同組合
- みちのく村山農業協同組合
- 東根市農業協同組合
- 新庄市農業協同組合
- もがみ中央農業協同組合
- 金山農業協同組合
- 山形おきたま農業協同組合
- 鶴岡市農業協同組合
- 庄内たがわ農業協同組合
- 余目町農業協同組合
- 庄内みどり農業協同組合
- 酒田市袖浦農業協同組合
- 山形県酪農業協同組合 　※

### 福島県
- ふくしま未来農業協同組合
- 福島さくら農業協同組合
- 夢みなみ農業協同組合
- 東西しらかわ農業協同組合
- 会津よつば農業協同組合
- 福島県酪農業協同組合　※
- 福島農民連産直農業協同組合 　※
- 伊達果実農業協同組合　※

## 関東地方

### 茨城県
- 水戸農業協同組合
- 常陸農業協同組合
- 日立市多賀農業協同組合
- 茨城旭村農業協同組合
- なめがたしおさい農業協同組合
- 稲敷農業協同組合
- 水郷つくば農業協同組合
- つくば市農業協同組合
- つくば市谷田部農業協同組合
- 茨城みなみ農業協同組合
- 新ひたち野農業協同組合
- やさと農業協同組合
- 北つくば農業協同組合
- 常総ひかり農業協同組合
- ほこた農業協同組合
- 茨城むつみ農業協同組合
- 岩井農業協同組合
- 茨城北酪農業協同組合　※
- 大八洲開拓農業協同組合　※

### 栃木県
- 宇都宮農業協同組合
- 上都賀農業協同組合
- はが野農業協同組合
- 下野農業協同組合
- 小山農業協同組合
- 佐野農業協同組合
- 足利市農業協同組合
- 塩野谷農業協同組合
- 那須野農業協同組合
- 那須南農業協同組合
- 酪農とちぎ農業協同組合　※
- 栃木県酪農業協同組合　※
- 栃木県開拓農業協同組合　※

### 群馬県
- 赤城橘農業協同組合
- 前橋市農業協同組合
- 高崎市農業協同組合
- はぐくみ農業協同組合
- 北群渋川農業協同組合
- 多野藤岡農業協同組合
- 甘楽富岡農業協同組合
- 碓氷安中農業協同組合
- あがつま農業協同組合
- 嬬恋村農業協同組合
- 利根沼田農業協同組合
- 佐波伊勢崎農業協同組合
- 新田みどり農業協同組合
- 太田市農業協同組合
- 邑楽館林農業協同組合
- 上野村農業協同組合　※
- 東毛酪農業協同組合 ※
- 群馬中央酪農業協同組合 ※
- ぐんま酪農業協同組合 ※
- 群馬自家配研養豚農業協同組合 ※

### 埼玉県
- あさか野農業協同組合
- いるま野農業協同組合
- くまがや農業協同組合
- 越谷市農業協同組合
- さいかつ農業協同組合
- さいたま農業協同組合
- 埼玉岡部農業協同組合
- 埼玉中央農業協同組合
- 埼玉ひびきの農業協同組合
- 埼玉みずほ農業協同組合
- ちちぶ農業協同組合
- 南彩農業協同組合
- 花園農業協同組合
- ふかや農業協同組合
- ほくさい農業協同組合
- 埼玉酪農業協同組合　※
- 荒川酪農業協同組合　※
- 川田谷酪農農業協同組合　※
- 入間郡養鶏農業協同組合　※

### 千葉県
- 安房農業協同組合
- いすみ農業協同組合
- 木更津市農業協同組合
- 君津市農業協同組合
- 長生農業協同組合
- 山武郡市農業協同組合
- 市原市農業協同組合
- 千葉みらい農業協同組合
- 八千代市農業協同組合
- 市川市農業協同組合
- とうかつ中央農業協同組合
- ちば東葛農業協同組合
- 成田市農業協同組合
- 富里市農業協同組合
- 西印旛農業協同組合
- かとり農業協同組合
- ちばみどり農業協同組合
- 千葉県両総馬匹農業協同組合　※

### 東京都
- 西東京農業協同組合
- 西多摩農業協同組合
- 秋川農業協同組合
- 八王子市農業協同組合
- 東京南農業協同組合
- 町田市農業協同組合
- マインズ農業協同組合
- 東京みどり農業協同組合
- 東京みらい農業協同組合
- 東京むさし農業協同組合
- 東京中央農業協同組合
- 世田谷目黒農業協同組合
- 東京あおば農業協同組合
- 東京スマイル農業協同組合
- 八丈島農業協同組合　※
- 新島村農業協同組合　※
- 神津島農業協同組合　※
- 御蔵島村農業協同組合　※
- 利島農業協同組合　※
- 小笠原アイランズ農業協同組合　※
- 東京都植木農業協同組合　※
- 東京狭山茶農業協同組合　※
- 東京都酪農業協同組合    ※
- ジャパンビーフ農業協同組合　※

### 神奈川県
- 横浜農業協同組合
- セレサ川崎農業協同組合
- よこすか葉山農業協同組合
- 三浦市農業協同組合
- さがみ農業協同組合
- 湘南農業協同組合
- 秦野市農業協同組合
- 厚木市農業協同組合
- 県央愛川農業協同組合
- 相模原市農業協同組合
- 神奈川つくい農業協同組合
- かながわ西湘農業協同組合

## 中部地方

### 新潟県
- 新潟かがやき農業協同組合
- 新潟市農業協同組合
- 魚沼農業協同組合
- みなみ魚沼農業協同組合
- えちご上越農業協同組合
- 佐渡農業協同組合
- えちご中越農業協同組合
- 北新潟農業協同組合
- 酪農にいがた農業協同組合　※
- 新潟県花卉球根農業協同組合　※
- 新井有線放送農業協同組合　※

### 富山県
- みな穂農業協同組合
- 黒部市農業協同組合
- 魚津市農業協同組合
- アルプス農業協同組合
- あおば農業協同組合
- 富山市農業協同組合
- なのはな農業協同組合
- いみず野農業協同組合
- 高岡市農業協同組合
- 氷見市農業協同組合
- となみ野農業協同組合
- なんと農業協同組合
- いなば農業協同組合
- 福光農業協同組合
- 富山県花卉球根農業協同組合　※

### 石川県
- 加賀農業協同組合
- 小松市農業協同組合
- 根上農業協同組合
- 能美農業協同組合
- 松任市農業協同組合
- 野々市農業協同組合
- 白山農業協同組合
- 金沢中央農業協同組合
- 金沢市農業協同組合
- 石川かほく農業協同組合
- はくい農業協同組合
- 志賀農業協同組合
- 能登わかば農業協同組合
- 能登農業協同組合
- 内浦町農業協同組合

### 福井県
- 福井県農業協同組合
- 越前たけふ農業協同組合
- 三里浜特産農業協同組合 ※

### 山梨県
- フルーツ山梨農業協同組合
- 笛吹農業協同組合
- 山梨みらい農業協同組合
- 南アルプス市農業協同組合
- 梨北農業協同組合
- クレイン農業協同組合
- 加納岩果実農業協同組合 ※

### 長野県
- 長野八ヶ岳農業協同組合
- 佐久浅間農業協同組合
- 信州うえだ農業協同組合
- 信州諏訪農業協同組合
- 上伊那農業協同組合
- みなみ信州農業協同組合
- 木曽農業協同組合
- 松本ハイランド農業協同組合
- 洗馬農業協同組合
- あづみ農業協同組合
- 大北農業協同組合
- グリーン長野農業協同組合
- 中野市農業協同組合
- ながの農業協同組合
- 下伊那園芸農業協同組合　※
- 川上物産農業協同組合　※
- 川上そ菜販売農業協同組合　※
- 共和園芸農業協同組合　※
- 南信酪農業協同組合　※
- 篠ノ井有線放送電話農業協同組合
- 屋代有線放送電話農業協同組合
- 伊那市有線放送電話農業協同組合
- 若穂有線放送電話農業協同組合
- 更北有線放送電話農業協同組合
- 松代有線放送電話農業協同組合
- 川西有線放送電話農業協同組合
- 丸子有線放送電話農業協同組合
- 望月有線放送電話農業協同組合
- 大町市有線放送電話農業協同組合

### 岐阜県
- ぎふ農業協同組合
- 西美濃農業協同組合
- いび川農業協同組合
- めぐみの農業協同組合
- 陶都信用農業協同組合
- 東美濃農業協同組合
- 飛騨農業協同組合

### 静岡県
- 富士伊豆農業協同組合
- 清水農業協同組合
- 静岡市農業協同組合
- 大井川農業協同組合
- ハイナン農業協同組合
- 掛川市農業協同組合
- 遠州夢咲農業協同組合
- 遠州中央農業協同組合
- とぴあ浜松農業協同組合
- 三ヶ日町農業協同組合
- 三方原開拓農業協同組合　※
- 函南東部農業協同組合　※
- 富士開拓農業協同組合　※
- 富士茶農業協同組合　※

### 愛知県
- なごや農業協同組合
- 天白信用農業協同組合
- 緑信用農業協同組合
- 尾張中央農業協同組合
- 西春日井農業協同組合
- あいち尾東農業協同組合
- 愛知北農業協同組合
- 愛知西農業協同組合
- あいち海部農業協同組合
- あいち知多農業協同組合
- あいち中央農業協同組合
- 西三河農業協同組合
- あいち三河農業協同組合
- あいち豊田農業協同組合
- 愛知東農業協同組合
- 蒲郡市農業協同組合
- ひまわり農業協同組合
- 愛知みなみ農業協同組合
- 豊橋農業協同組合
- 愛知県酪農業協同組合　※

### 三重県
- 三重北農業協同組合
- 鈴鹿農業協同組合
- 津安芸農業協同組合
- みえなか農業協同組合
- 多気郡農業協同組合
- 伊勢農業協同組合
- 伊賀ふるさと農業協同組合
- 三重茶農業協同組合　※

## 近畿地方

### 滋賀県
- レーク滋賀農業協同組合
- 甲賀農業協同組合
- グリーン近江農業協同組合
- 滋賀蒲生町農業協同組合
- 東能登川農業協同組合
- 湖東農業協同組合
- 東びわこ農業協同組合
- レーク伊吹農業協同組合
- 北びわこ農業協同組合

### 京都府
- 京都市農業協同組合
- 京都中央農業協同組合
- 京都やましろ農業協同組合
- 京都農業協同組合
- 京都丹の国農業協同組合

### 大阪府
- 北大阪農業協同組合
- 高槻市農業協同組合
- 茨木市農業協同組合
- 大阪北部農業協同組合
- 大阪泉州農業協同組合
- いずみの農業協同組合
- 堺市農業協同組合
- 大阪南農業協同組合
- グリーン大阪農業協同組合
- 大阪中河内農業協同組合
- 大阪東部農業協同組合
- 九個荘農業協同組合
- 北河内農業協同組合
- 大阪市農業協同組合

### 兵庫県
- 兵庫六甲農業協同組合
- あかし農業協同組合
- 兵庫南農業協同組合
- みのり農業協同組合
- 兵庫みらい農業協同組合
- 加古川市南農業協同組合
- 兵庫西農業協同組合
- 相生市農業協同組合
- ハリマ農業協同組合
- たじま農業協同組合
- 丹波ひかみ農業協同組合
- 丹波ささやま農業協同組合
- 淡路日の出農業協同組合
- あわじ島農業協同組合
- 淡路島酪農農業協同組合　※
- 印南養鶏農業協同組合　※

### 奈良県
- 奈良県農業協同組合

### 和歌山県
- 和歌山県農業協同組合
- 紀ノ川農業協同組合 ※

## 中国・四国地方

### 鳥取県
- 鳥取いなば農業協同組合
- 鳥取中央農業協同組合
- 鳥取西部農業協同組合
- 大山乳業農業協同組合 ※
- 鳥取県畜産農業協同組合 ※
- 香取開拓農業協同組合 ※

### 島根県
- 島根県農業協同組合
- 三瓶開拓酪農農業協同組合 ※
- 邑智郡酪農農業協同組合 ※

### 岡山県
- 岡山市農業協同組合
- 晴れの国岡山農業協同組合
- おかやま酪農業協同組合 ※
- 蒜山酪農農業協同組合 ※

### 広島県
- ひろしま農業協同組合
- 広島市農業協同組合（広島ゆたか農協と2026年4月1日に合併予定）
- 広島ゆたか農業協同組合
- 尾道市農業協同組合
- 福山市農業協同組合
- 広島県酪農業協同組合　※
- 広島中央養鶏農業協同組合　※

### 山口県
- 山口県農業協同組合
- 深川養鶏農業協同組合　※
- 下関花卉園芸農業協同組合　※
- 山口県酪農農業協同組合　※

### 徳島県
- 徳島市農業協同組合
- 徳島県農業協同組合
- 東とくしま農業協同組合
- 里浦農業協同組合
- 大津松茂農業協同組合
- 石井養鶏農業協同組合　※

### 香川県
- 香川県農業協同組合

### 愛媛県
- うま農業協同組合
- えひめ未来農業協同組合
- 周桑農業協同組合
- 越智今治農業協同組合
- 今治立花農業協同組合
- 松山市農業協同組合
- えひめ中央農業協同組合
- 愛媛たいき農業協同組合
- 西宇和農業協同組合
- 東宇和農業協同組合
- えひめ南農業協同組合
- 東予園芸農業協同組合　※
- 喜多酪農業協同組合　※
- 松山養鶏農業協同組合　※
- 愛媛南予養蜂農業協同組合　※
- 愛媛県山林種苗農業協同組合　※

### 高知県
- 高知市農業協同組合
- 土佐くろしお農業協同組合
- 高知県農業協同組合
- 馬路村農業協同組合　※
- 土佐市花卉農業協同組合　※
- 高陵青果農業協同組合　※

## 九州・沖縄地方

### 福岡県
- 宗像農業協同組合
- 粕屋農業協同組合
- 福岡市東部農業協同組合
- 福岡市農業協同組合
- 糸島農業協同組合
- 筑紫農業協同組合
- 筑前あさくら農業協同組合
- にじ農業協同組合
- みい農業協同組合
- 久留米市農業協同組合
- 三潴町農業協同組合
- 福岡大城農業協同組合
- 福岡八女農業協同組合
- 柳川農業協同組合
- 南筑後農業協同組合
- 北九州農業協同組合
- 直鞍農業協同組合
- 田川農業協同組合
- 福岡嘉穂農業協同組合
- 福岡京築農業協同組合
- 福岡県畜産農業協同組合　※ → 福岡県畜産事業協同組合に移行
- ふくおか県酪農業協同組合　※
- 福岡県花卉農業協同組合　※
- 久留米花卉園芸農業協同組合　※
- 久留米市植木農業協同組合　※
- 田主丸町植木農業協同組合　※
- 福岡県苗木農業協同組合　※
- 福岡県樹苗農業協同組合　※

### 佐賀県
- 佐賀市中央農業協同組合
- 佐賀県農業協同組合
- 唐津農業協同組合
- 伊万里市農業協同組合
- 佐賀県開拓畜産農業協同組合　※ → 佐賀県開拓畜産事業協同組合に移行
- 鏡果実農業協同組合　※

### 長崎県
- 長崎西彼農業協同組合
- 長崎県央農業協同組合
- 島原雲仙農業協同組合
- ながさき西海農業協同組合
- ごとう農業協同組合
- 壱岐市農業協同組合
- 対馬農業協同組合
- 雲仙養豚農業協同組合　※
- 長崎県養鶏農業協同組合　※
- 長崎県鶏卵事業農業協同組合　※
- ながさき県酪農業協同組合　※
- 南高南部酪農業協同組合　※
- 南高地方酪農業協同組合　※
- 雲仙山麓酪農業協同組合　※
- 長崎県花き園芸農業協同組合　※
- 佐世保花き園芸農業協同組合　※
- 開拓ながさき農業協同組合　※
- 諏訪開拓農業協同組合　※
- 諫早共栄干拓農業協同組合　※

### 熊本県
- 熊本市農業協同組合
- 玉名農業協同組合
- 鹿本農業協同組合
- 菊池地域農業協同組合
- 阿蘇農業協同組合
- 上益城農業協同組合
- 熊本宇城農業協同組合
- 八代地域農業協同組合
- あしきた農業協同組合
- 球磨地域農業協同組合
- 本渡五和農業協同組合
- あまくさ農業協同組合
- 苓北町農業協同組合
- 玉名市大浜町農業協同組合 ※
- 肥後開拓農業協同組合 ※
- 熊本県畜産農業協同組合 ※
- 熊本市中央酪農農業協同組合 ※
- 西阿蘇酪農業協同組合 ※
- 大矢野地方酪農業協同組合 ※
- 荒尾酪農業協同組合 ※
- 球磨酪農農業協同組合 ※
- ホワイト酪農業協同組合 ※
- 熊本乳牛農業協同組合 ※
- 大阿蘇酪農業協同組合 ※
- 熊本市酪農農業協同組合 ※
- 鹿本酪農農業協同組合 ※
- 玉名酪農業協同組合 ※
- 熊本酪農業協同組合 ※
- 火の国酪農業協同組合 ※
- 熊本県養鶏農業協同組合 ※
- 瀬田立野牧野農業協同組合 ※
- 長野牧野農業協同組合 ※
- 柿野山田牧野農業協同組合 ※
- 熊本県椎茸農業協同組合 ※
- 熊本県花き園芸農業協同組合 ※
- 熊本県樹芸農業協同組合 ※

### 大分県
- 大分県農業協同組合[1]
- べっぷ日出農業協同組合
- 大分大山町農業協同組合
- 下郷農業協同組合※
- 大分県酪農農業協同組合 ※
- 大分県椎茸農業協同組合 ※
- 大分県樹苗生産農業協同組合 ※
- 大分県鶏卵販売農業協同組合 ※
- 梶寄農業協同組合 ※
- 田之浦農業協同組合 ※

### 宮崎県
- 宮崎県農業協同組合
- 宮崎県乳用牛肥育事業農業協同組合　※

### 鹿児島県
- 鹿児島みらい農業協同組合
- いぶすき農業協同組合
- 南さつま農業協同組合
- さつま日置農業協同組合
- 北さつま農業協同組合
- 鹿児島いずみ農業協同組合
- あいら農業協同組合
- そお鹿児島農業協同組合
- あおぞら農業協同組合
- 鹿児島きもつき農業協同組合
- 肝付吾平町農業協同組合
- 種子屋久農業協同組合
- あまみ農業協同組合
- 薩州開拓農業協同組合　※

### 沖縄県
- 沖縄県農業協同組合
- 沖縄県花卉園芸農業協同組合　※